# Запруднянська сільська рада
| Запруднянська сільська рада — колишній орган місцевого самоврядування у Рокитнянському районі Київської області з адміністративним центром у с. Запруддя. Історична дата утворення: в 1919 році. Водоймища на території, підпорядкованій даній раді: річка Горохуватка. Сільській раді були підпорядковані населені пункти: - с. Запруддя |

## Склад ради
Рада складалася з 16 депутатів та голови.

### Керівний склад ради
| ПІБ                       | Основні відомості                                            | Дата обрання | Дата звільнення |
| ------------------------- | ------------------------------------------------------------ | ------------ | --------------- |
| Прихідько Віктор Петрович | Сільський голова, 1974 року народження, освіта, безпартійний | 26.03.2006   | 31.10.2010      |

Примітка: таблиця складена за даними джерела